# Geografia do Sudão do Sul

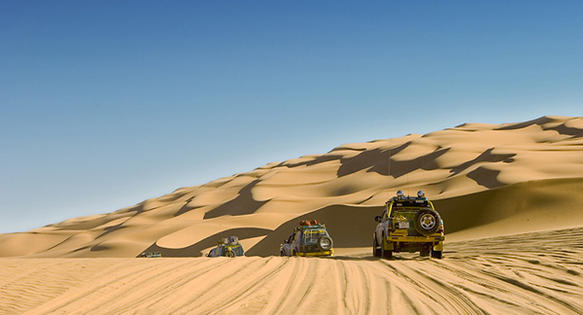
Deserto no leste do Sudão.

O Sudão do Sul, independente desde julho de 2011, é maioritariamente coberto por floresta tropical, pântanos, e pradarias.
O Nilo Branco atravessa o país fluindo de sul para norte, e passa em Juba, a capital do país.
Cerca de metade da água do Nilo Branco perde-se em pântanos ou é consumida pela vegetação ou animais. Os pântanos nas regiões de Sudd,  Bahr el Ghazal e do rio Sobat formam um importante ecossistema.
O monte mais alto do país é o Kinyeti.

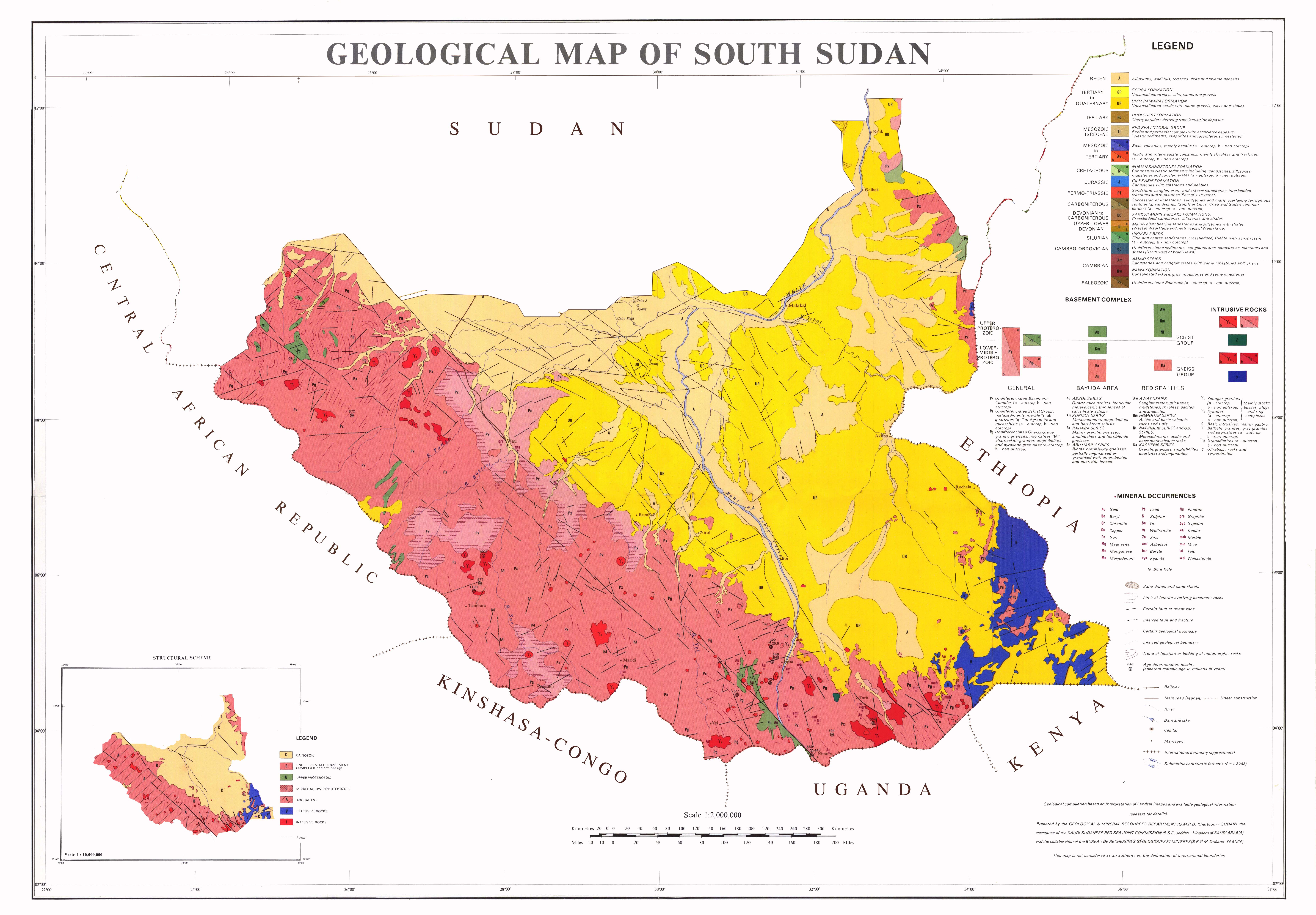
Carta geológica do Sudão do Sul

A parte centro-oriental do país é uma planície fluvial, onde as aluviões são distribuídas à medida que a subsidência afeta o substrato rochoso. Há jazidas de petróleo e gás natural.
A parte sudoeste do país tem afloramentos do substrato, constituído por rochas magmáticas. Na fronteira com a Etiópia há afloramentos de rochas magmáticas e intrusivas.